# 雾灵山
雾灵山本名伏凌山，又名灵雾山、孟广硎山、五龙山，位于中国河北省兴隆县北部，为燕山山脈主峰，最高点海拔2118米。。
雾灵山是滦河、海河分水岭，属暖温带湿润大陆季风气候，雨量充沛，气候凉爽，物种丰富。1982年辟为省级自然保护区，1988年辟为国家级自然保护区。1993年成立省级森林公园。1995年加入中国生物圈保护区网络。著名的旅游胜地。